# Tithraustes thanatosa
Tithraustes thanatosa är en fjärilsart som beskrevs av Erich Martin Hering 1925. Tithraustes thanatosa ingår i släktet Tithraustes och familjen tandspinnare. Inga underarter finns listade i Catalogue of Life.